# Puente Tablas
Puente Tablas es un enclave poblacional dependiente del ayuntamiento de Jaén, situado a unos 7 km de la ciudad. Está constituido por dos entidades de población principales conocidas como "Urbanización Cerro Moreno" y por la denominada "Plaza de Armas". La primera de ellas, "Cerro Moreno", (distrito 3, sección 6.ª), con una población que supera los 2000 habitantes, es un núcleo residencial, constituido principalmente por viviendas unifamiliares independientes de uso permanente y dotado de Ordenación Urbanística mediante la Orden de 20/05/1977 del Ministerio de la Vivienda, por la que se aprueba definitivamente la Modificación del Plan General de Ordenación Urbana de la Ciudad de Jaén y el Plan Parcial correspondiente en terrenos de Cerro Moreno (BOE n.º 184 de 03/08/1977), pasando por tanto a integrarse de pleno derecho como parte del área urbana de la ciudad.
La entidad denominada "Plaza de Armas", agrupa a varios grupos diseminados y/o aislados de viviendas unifamliares,  caracterizada por una ocupación con elevado grado de estacionalidad, no estando dotada en la actualidad de ordenación urbanística.
El conjunto del enclave, forma parte del grupo de Los Puentes junto con el Puente de la Sierra y el Puente Jontoya, otros dos núcleos de población situados en la periferia de Jaén, todos de carácter residencial. Debe su nombre al Puente de las Tablas situado sobre el río Guadalbullón, en el acceso desde la capital. Es de destacar el yacimiento arqueológico ibérico, del Cerro de la Plaza de Armas de Puente Tablas.

## Asentamiento Ibérico
Al norte del núcleo, siguiendo la carretera comarcal que conduce a Grañena y Torrequebradilla, se encuentra el denominado Cerro de la Plaza de Armas de Puente Tablas, un oppidum ibérico El asentamiento se ubicaba originalmente en dos cerros que fueron rodeados por una potente muralla de trazado irregular, lo que provocó la colmatación del espacio entre ambas cotas, formando así una meseta aplanada de unas 6 hectáreas de superficie y 430 m de cota máxima. Es un oppidum de tamaño medio respecto a otros que se han documentado y que datan de la misma época, y su cronología abarca desde inicios del primer milenio a. C. hasta finales del siglo III a. C., con un momento de abandono intermedio a mediados del siglo IV a. C. (trasladándose su población al cercano Cerro de Santa Catalina en Jaén) y con un breve lapso de ocupación en época islámica.
La excavación del asentamiento se ha ido sucediendo desde las campañas realizadas en la década de 1970 por Juan Maluquer de Motes y a mediados de la década de 1980 por el equipo de arqueología de la Universidad de Jaén, permitiendo grandes avances en la investigación y el conocimiento del poblamiento ibérico en la Alta Andalucía.
- Datos: Q2879226